# Xã East Keating, Quận Clinton, Pennsylvania
Xã East Keating (tiếng Anh: East Keating Township) là một xã thuộc quận Clinton, tiểu bang Pennsylvania, Hoa Kỳ. Năm 2010, dân số của xã này là 11 người.